# Kim Hyo-jin
Dans ce nom coréen, le nom de famille, Kim, précède le nom personnel.
Kim Hyo-jin (hangeul : 김효진) est une actrice et mannequin sud-coréenne, née le 10 février 1984 à Séoul.

## Filmographie

### Films
- 2003 : The Legend Of Evil Lake (천년호) de Lee Kwang-hoon
- 2004 : Everybody has Secrets (누구나 비밀은 있다) de Jang Hyeon-soo
- 2005 : Marrying the Mafia II (가문의 위기 - 가문의 영광 2) de Jeong Yong-ki : caméo
- 2006 : Barefoot Ki-bong (맨발의 기봉이) de Kwon Soo-kyeong
- 2006 : Mr. Wacky (생, 날선생) de Kim Dong-wook
- 2009 : A Dream Comes True (돌멩이의 꿈) de Jang Yong-woo : Lee Ha-na
- 2009 : Woochi, le magicien des temps modernes (전우치) de Choi Dong-hoon
- 2010 : Life is Peachy (창피해) de Kim Soo-hyeon : Yoon Ji-woo
- 2010 : Ashamed (창피해) de Kim Soo-hyeon : Yoon Ji-woo
- 2012 : L'Ivresse de l'argent (돈의 맛) de Im Sang-soo : Yoon Na-mi
- 2013 : Horny Family (배꼽) de Park Bo-sang : l'étudiante
- 2013 : In My End Is My Beginning (끝과 시작) de Min Gyoo-dong : Kang Na-roo
- 2013 : Marriage Blue (결혼전야) de Hong Ji-young : Joo-yeong
- 2014 : Genome Hazard (무명인) de Kim Seong-soo : Kang Ji-won

### Court-métrage
- 2009 : La Fin et le Début (오감도) de Min Gyoo-dong : Kang Na-roo (in Five Senses of Eros)

### Séries télévisées
- 2001 : Secret (비밀)
- 2004 : Magic (매직) : Yoon Dan-yeong
- 2005 : Ice Girl (그녀가 돌아왔다) : Kim So-ryeong
- 2008 : I Am Happy (행복합니다) : Park Seo-yoon
- 2010 : Mary Stayed Out All Night (매리는 외박중) : Seo-joon
- 2011 : Strangers 6 (스트레인저 6)